# Gyrobiprisme triangulaire
En géométrie, le gyrobiprisme triangulaire (en anglais : gyrobifastigium) est le 26e solide de Johnson (J26). Il peut être construit en joignant deux prismes triangulaires à faces régulières par leur face carrée, en donnant un quart de tour à un des prismes.
Les 92 solides de Johnson ont été nommés et décrits par Norman Johnson en 1966.